# Hospital de Móstoles
Hospital de Móstoles – stacja metra w Madrycie, na linii 12. Znajduje się w Móstoles, pomiędzy stacjami Pradillo i Manuela Malasaña. Została otwarta 11 kwietnia 2003 roku.